# Rivière Falcoz
Pour les articles homonymes, voir Falcoz.
La rivière Falcoz est un affluent de la rive et de la rivière George laquelle coule vers le nord jusqu'au littoral sud-est de la baie d'Ungava. La rivière Falcoz coule vers le nord-ouest dans le territoire non organisé de Rivière-Koksoak, dans la région administrative du Nord-du-Québec, au Québec, au Canada.

## Géographie
Les bassins versants voisins de la rivière Falcoz sont :
- côté nord : rivière Koroc ;
- côté est : North River (Labrador), Slorak Brook (Labrador), Fraser River (Labrador) ;
- côté sud : rivière Ford ;
- côté ouest : rivière George, rivière Qurlutuq.

La rivière Falcoz prend sa source sur le versant ouest de la frontière Québec-Labrador d'un lac sans nom (longueur : 6,8 km ; altitude : 594 m). Ce lac reçoit ses eaux de quatre décharges dont la plus importante provenant du versant sud-ouest d'un mont dont le sommet est de 792 m ; cette dernière décharge coule sur 19,1 km jusqu'à la rive du lac sans nom. De là, le courant traverse ce lac sans nom sur 2,9 km vers le sud-ouest. Puis le courant coule sur 4,0 km vers l'ouest notamment en traversant le lac Courdon. De là, la rivière Falcoz bifurque vers le sud et longe sur 8,1 km la frontière interprovinciale dans les hautes-terres du plateau de la George. Puis le cours de la rivière bifurque vers le sud-ouest, pour descendre en traversant plusieurs chutes et rapides jusqu'à son embouchure et en recueillant plusieurs décharges dont celle du lac Navières.
L'embouchure de la rivière Falcoz se déverse sur la rive droite de la rivière George, dans le Nord-du-Québec. Son embouchure est à la hauteur du lac Slanting, lequel constitue un élargissement de la George. Ce lac est situé en amont des collines Hadès, à quelque 240 km au sud-est de Kuujjuaq.

## Toponymie
Le terme Falcoz est un patronyme de famille fréquent en France et en Italie.
Le toponyme rivière Falcoz a été officialisé en 1963 par la Commission de géographie de Québec, en hommage à Mathieu Falcoz (1702-1763), prêtre sulpicien originaire de la Savoie (France). Il exerça d'abord son apostolat catholique comme vicaire à Montréal (1727-1731), en France (1731-1733), puis procureur à Montréal (1733-1763) et directeur spirituel des religieuses de l'Hôtel-Dieu de cette ville (1748-1763).
Les Naskapis désignent cette rivière sous au moins deux appellations :
- "Uetatshikueutu Ushipissim", signifiant "petit ruisseau d'un homme" ;
- "Uetatshikueutu", signifiant "celui qui écorche les pattes de caribou pour en faire des sacs".

De plus, l'appellation "Pishemesseun" a été en usage, signifiant faire sécher le poisson. Les Montagnais désignent cette rivière "Uashekemu" : , signifiant la rivière où l'eau est claire.
Le toponyme rivière Falcoz a été officialisé le 10 février 1971 à la Commission de toponymie du Québec.